# Поділ Берліна

Зони окупації Берліна

Поділ Берліну — поділ Берліна після Другої світової війни між країнами антигітлерівської коаліції на чотири окупаційні зони. Східна зона, зайнята радянськими військами, стала називатися Східним Берліном. У трьох західних зонах, які всі разом за розміром не перевищували східної, контроль здійснювали влада США, Великої Британії та Франції. Найвищим органом управління Берліном стала Союзна комендатура, куди входили представники всіх країн.
Блокада Західного Берліна радянськими військами, почата 24 червня 1948 року, ознаменувала собою одну з перших криз «холодної війни». Приводом для введення блокади стала грошова реформа, яку США, Англія і Франція провели в західних зонах без згоди СРСР, ввівши в обіг 21 червня 1948 року нову німецьку марку.
У 1949 році Східний Берлін став столицею НДР, в його склад входило 11 округів: Центр (Mitte), Пренцлауер‑Берг (Prenzlauer Berg), Фрідріхсгайн (Friedrichshain), Панков (Pankow), Вайсензеє (Weissensee), Гогеншенгаузен (Hohenschönhausen) (з 1985 року), Ліхтенберг (Lichtenberg), Марцан (Marzahn), Геллерсдорф (Hellersdorf), Трептов (Treptow), Кепеник (Köpenick).
Західний Берлін фактично був анклавом, з усіх боків оточеним територією НДР. До Західного Берліна входили міські округи: Тіргартен, Шарлоттенбург, Вільмерсдорф, Шпандау (британський сектор окупації), Кройцберг, Нойкельн, Темпельхоф, Шенеберг, Целендорф, Штегліц (американський сектор окупації), Веддінг, Райникендорф (французький сектор окупації).
Межа між західною і східною частиною Берліна спочатку була відкрита. Розділова лінія протяжністю 44,75 км (загальна протяжність межі Західного Берліна з НДР становила 164 км) проходила прямо по вулицях і будинках, річці Шпреє, каналах тощо. Офіційно діяли 81 вуличний пропускний пункт, 13 переходів в метро і на міській залізниці.
У 1948 році західні держави уповноважили глав земельних урядів в своїх зонах окупації скликати Парламентську раду для розробки конституції і підготовки створення західнонімецької держави. Його перше засідання пройшло в Бонні 1 вересня 1948 року. Конституція була прийнята радою 8 травня 1949 року, а 23 травня Конрад Аденауер проголосив створення Федеральної Республіки Німеччини (ФРН).
Реакція Радянського Союзу на створення Західної Німеччини не змусила себе довго чекати. 7 жовтня 1949 року тимчасовий парламент Східної Німеччини — Народна рада — оголосив про створення Німецької Демократичної Республіки (НДР). Так був конституйований післявоєнний розкол Німеччини, що проіснував понад 40 років.
З часом СРСР розірвав всі домовленості і, вийшовши з союзного органу управління, оголосив Східний Берлін столицею НДР.
Обидва військово-політичні блоки — НАТО і Організація Варшавського договору (ОВД) підтвердили непримиренність своїх позицій в «Німецькому питанні».
У 1957 році Уряд Західної Німеччини на чолі з Конрадом Аденауером ввів в дію «доктрину Гальштейна», яка передбачала автоматичний розрив дипломатичних відносин з будь-якою країною, що визнала НДР.
У листопаді 1958 року глава радянського уряду Микита Хрущов звинуватив західні держави в порушенні Потсдамських угод 1945 року і оголосив про відміну Радянським Союзом міжнародного статусу Берліна. Радянський уряд запропонував перетворити Західний Берлін на «демілітаризоване вільне місто» і зажадав від США, Великої Британії та Франції провести переговори на цю тему протягом шести місяців (ці вимоги в міжнародній політиці назвали «Ультиматумом Хрущова»). Західні держави ультиматум відхилили.
У свою чергу, влада НДР в 1958 році заявили про свої домагання на суверенітет над Західним Берліном на тій підставі, що він знаходиться «на території НДР».
У вересні 1959 року після візиту Микити Хрущова в США радянський ультиматум було відкладено. Але сторони продовжували наполягати на колишніх позиціях.
У серпні 1960 року уряд НДР ввів в дію обмеження на відвідини громадянами ФРН Східного Берліна. У відповідь Західна Німеччина відмовилася від торгової угоди між обома частинами країни, що НДР розцінила як «економічну війну». Після тривалих і важких переговорів угода була все ж таки введена в дію — з 1 січня 1961 року. Але криза цим не вирішилася.
У березні 1961 року на засіданні Політичного консультативного комітету держав-учасників Варшавського договору, що відбувся в Москві, ідею закрити межу із Західним Берліном відхилили. У свою чергу, міністри закордонних справ країн НАТО підтвердили в травні 1961 року намір гарантувати перебування збройних сил західних держав в західній частині міста і її «життєздатність».
У цей період влада НДР скаржилася на західні погрози і маневри, «провокаційні» порушення кордонів країни і звинувачувала «агентів ФРН» в організації десятків актів саботажу і підпалах. Неможливість контролювати потоки людей, що переміщалися через кордон, викликала велику незадоволеність керівництва і поліції Східної Німеччини. Керівник НДР Вальтер Ульбріхт тоді енергійно переконував лідерів соціалістичного табору в необхідності споруди бар'єру між німцями.
Ситуація загострилася влітку 1961 року. Жорсткий курс східнонімецького лідера Вальтера Ульбріхта, економічна політика, спрямована на те, щоб «наздогнати і перегнати ФРН», і відповідне збільшення виробничих норм, господарські труднощі, насильницька колективізація 1957‑1960 років, зовнішньополітична напруженість і вищий рівень оплати праці в Західному Берліні спонукали тисячі громадян НДР виїжджати на захід. Тоді власті Східної Німеччини звинувачували Західний Берлін і ФРН в «торгівлі людьми», «переманюванні» кадрів і спробах зірвати їх економічні плани.
На зустрічі генеральних секретарів компартій соціалістичних країн 5 серпня 1961 року НДР отримала необхідну згоду східноєвропейських країн, а 7 серпня на засіданні політбюро Соціалістичної єдиної партії Німеччини (СЄПН — східнонімецька компартія) було ухвалено рішення про закриття кордонів НДР із Західним Берліном і ФРН. Відповідну ухвалу прийняла Рада міністрів НДР 12 серпня.
Спорудження Берлінської стіни почали 13 серпня 1961 року. Спочатку це були, головним чином, дротяні загороди. Збройні сили НДР розкотили колючий дріт завдовжки 46 км. Пізніше стали споруджувати стіну. В середині вересня 1961 р. її протяжність становила вже 3 км. Довгі роки вона постійно зміцнювалася: спочатку її звели з порожнистих блоків, потім — з бетонних плит, пізніше — з серійно виготовлених сегментів.
Спочатку «Антифашистська захисна стіна» («Antifaschistishe Schutzwall»), як її тоді називали, складалася з бетонної огорожі двометрової висоти протяжністю 45,1 км. В період будівництва стіни міські комунікації, лінії метро та інших транспортних засобів, що пов'язували східну і західну частини Берліна, заблокували.